# Маркази (остан)
Маркази (на персийски: مرکزی) е един от 31 остана на Иран. Разположен е в западната част на страната, включен е в административния Регион 4. Заема площ около 29 000 km², населението е над 1.4 милиона. Административен център е град Арак.

## История
Територията на остана е заселена от дълбока древност. През първото хилядолетие преди Христа тя е част от Мидия. По-късно регионът принадлежи на няколко възникващи на Иранското плато държави и преминава през управление на различни династии. Тези земи стават част на Партското царство, след това на Сасанидска империя. Арабското нашествие завладява територията през 7 век. Тя заедно с околните области се нарича от арабските географи Джабал (Джебал) или Персийски Ирак. Под това название регионът е известен и по време на управление на Селджуците. През 13 век претърпява разрушително монголско нашествие. Възстановява се и се развива при управление на Сефевиди и Каджари. Каджарската династия търпи поражения по време на Първата световна война и руските войски окупират за известно време градовете Саве и Солтан Абад.
Названието Маркази в превод от персийски език означава „Централен“ и е свързано с първоначалното включване на територията в по-голяма административна единица, носеща същото име, с център столицата на страната Техеран и включваща в себе си днешния остан Техеран. През 1977 г. става разделянето на голямата провинцията и обособяването на остан Маркази с център град Арак. Днешните граници на остана се определят през 1986 г., когато от него се отделя остан Кум.

## География
Остан Маркази граничи на запад с остан Хамадан, на север с останите Казвин, Алборз и остан Техеран, на изток с остан Кум, на юг с Исфахан и Лурестан. Разположен е между планинските вериги Алборз и Загрос и е на граница с пустинята Дещ-е Кевир. Най-високата точка е връх
Шахбаз (3388 m), най-ниската се намира в шахрестан Саве (3388 m).
Климатът на остана е разнообразен, определя се от релефа и варира от студен в планините, умерен в техните подножия и относително сух в равнините. Маркази е един от най-студените региони на Иран с минимални зимни температури под 0°С. Летните месеци са топли с дневни температури над 25°С, понякога стигащи до над 37°С. Най-малко валежи има между месеците май и октомври.

## Административно деление
Всеки остан в Иран се дели на шахрестани, които се състоят от бахши, те на свой ред съдържат най-малките административни единици – дехестани. Административният център на шахрестан е град, който носи името на шахрестана. Остан Маркази е разделен на 12 шахрестана.
| Шахрестан | Население | Шахрестан | Население |
| --------- | --------- | --------- | --------- |
| Арак      | 591 756   | Зарандийе | 63 907    |
| Ащиян     | 16 357    | Саве      | 283 538   |
| Тафреш    | 24 913    | Шазанд    | 117 571   |
| Хомейн    | 105 017   | Фарахан   | 28994     |
| Хондаб    | 54 018    | Комиджан  | 36 441    |
| Делиджан  | 51 621    | Махалат   | 55342     |

## Население
Съгласно националното преброяване през 2016 г. населението на провинцията е 1 429 475 души, от които 1 099 764 живеят в градовете. 87% от населението е грамотно (възрастова група над 6 г.).
Етническото мнозинство са персийци. Малцинствените групи са тюрки, арменци, курди и лури. Религиозното мнозинство са мюсюлмани.

## Икономика и транспорт
Остан Маркази е с развито селско стопанство и е един от най-индустриализираните региони на Иран. Местните производители на промишлени и земеделски стоки имат съществен дял във вътрешната и външната търговия на страната. Тук работят стоманодобивни предприятия, нефтодобивни компании, нефтопреработващи комплекси, автомобилни и строителни фирми. На територията на остана се намират електроцентрали, петролна рафинерия, произвежда се полиетилен, алуминий, цимент, добиват се много видове строителни материали. Поддържат се ръчните занаяти, в частност производството на традиционните видове килими.
Селищата на остана са свързани с автомобилна и железопътна мрежа. През градовете Саве и Арак минават магистралите за Техеран и Кум. В столицата на остана има летище.

## Образование
Остан Маркази разполага с 38 научни и образователни центъра. В градовете Арак, Саве и Хомейн има Медицински университети. Големите университети са Университет Арак и Университет Тафреш. В няколко града има филиали на Ислямски свободен университет.

## Забележителности
В остан Маркази има както исторически и архитектурни паметници, така и природни забележителности:
- Джамия Джаме в град Саве
- Хамам „Четири сезона“ в град Арак
- Базар в град Арак
- Оранжерии за цветя в град Махалат
- Горещи източници в шахрестан Махалат
- Пещера Чалнахджир в шахрестан Делиджан.